# NGC 4658
NGC 4658 (другие обозначения — MCG -2-33-1, IRAS12420-0948, PGC 42929) — галактика в созвездии Дева.
Это один их крупнейших представителей магеллановых спиральных галактик, то есть галактик с единственным спиральным рукавом. 
Этот объект входит в число перечисленных в оригинальной редакции «Нового общего каталога».